# Jasper (Alberta)
Pour les articles homonymes, voir Jasper.
Jasper est une municipalité spécialisée située à l'ouest de la province d'Alberta au Canada, à proximité de la frontière avec la province de Colombie-Britannique. Elle est bordée par la rivière Athabasca, dans le parc national Jasper.
En 2025, plusieurs secteurs du parc national Jasper demeurent fermés en raison des dommages causés par un incendie, mais la municipalité se prépare tout de même à recevoir des visiteurs cet été.

## Démographie
| 2011  | 2016  |
| ----- | ----- |
| 4 432 | 4 590 |

## Géographie
À peu près à la même latitude qu'Edmonton, dans les montagnes Rocheuses, près de la frontière avec la Colombie-Britannique. Hinton est la ville la plus proche, à l'est, située sur la route d'Edmonton, à la frontière du parc. De Jasper, une route mène à la Colombie-Britannique vers l'ouest et une autre mène à Banff, au sud.
Jasper est un village en forme de « J », suivant les contours de la rivière Athabasca, d'une couleur bleue et alimentée par le glacier Columbia, et la rivière Miette, aux eaux plus troubles. De l'autre côté de cette dernière, s'élève la montagne Whistler's, dominant le paysage et sur laquelle est installée un téléphérique, un restaurant est juché sur sa crête. Le village est entouré de plusieurs chaînes de montagnes, aux âges variés, de lacs et de collines, appelées Prehills. Une des montagnes les plus proches est la montagne Pyramid, haut et massif rocher triangulaire.

## Faune
Situé en plein cœur du parc national de Jasper, le village est entouré de forêts abritant plusieurs sortes d'animaux sauvages comme de gros cervidés et des ours noirs.